# Entyposis cavicollis
Entyposis cavicollis är en skalbaggsart som beskrevs av Leon Fairmaire 1887. Entyposis cavicollis ingår i släktet Entyposis och familjen Melolonthidae. Inga underarter finns listade i Catalogue of Life.